# Yalai
Yalai (kinesiska: 亚来, 亚来乡) är en socken i Kina. Den ligger i den autonoma regionen Tibet, i den sydvästra delen av landet, omkring 510 kilometer väster om regionhuvudstaden Lhasa. Antalet invånare är 1 555. Befolkningen består av 753 kvinnor och 802 män. Barn under 15 år utgör 28,0 %, vuxna 15-64 år 66 %, och äldre över 65 år 4,0 %.
Genomsnittlig årsnederbörd är 855 millimeter. Den regnigaste månaden är juli, med i genomsnitt 163 mm nederbörd, och den torraste är november, med 3 mm nederbörd.